# Spektákl
Spektákl (z lat. spectaculum, jeviště, divadlo) znamená původně podívaná. Užívá se dnes většinou pejorativně pro něco, co se vystavuje na odiv, co je nápadné, efektní a přitažlivé, a přitom předstírané, nepravdivé.
Francouzský marxistický filosof a sociolog Guy Debord ve slavné knize La société du spectacle ("Společnost spektáklu", 1967; filmová verze 1973) kritizoval moderní společnosti, které podle něho dávají přednost obrazu před skutečností. Lákají lidi na různé „podívané“, které falšují a zastírají skutečnost, a dělají tak z lidí pouhé diváky. Příkladem je reklama, televize, různé „události“ (angl. events), které ve skutečnosti nic neznamenají, ale účinně zabíjejí čas.
Odtud také spektakulární, nápadný, které nemá pejorativní význam – například „spektakulární úspěch“ nějakého podniku.